# Ismail Darlishta
Ismail Darlishta (mac. Исмаил Дарлишта; ur. 4 kwietnia 1964 w Skopje) – północnomacedoński polityk i sędzia pochodzenia albańskiego, w latach 2002–2003 minister sprawiedliwości.

## Życiorys
W 1989 roku ukończył studia prawnicze na Uniwersytecie w Prisztinie, w 2001 roku zdał egzamin adwokacki. Pracował przez kilka lat jako urzędnik, od października 2002 do października 2003 pełnił funkcję ministra sprawiedliwości.
31 lipca 2008 roku został wybrany na stanowisko sędziego w Sądzie Konstytucyjnym.